# Ruilmiddel
Een ruilmiddel is een middel om goederen of diensten aan te kunnen schaffen.
Een ruilmiddel kan geld zijn, maar ook goederen kunnen als ruilmiddel worden gebruikt; in zo'n geval wordt gesproken van ruilhandel of betaling in natura. In de geschiedenis zijn vee, metalen, zout en andere specerijen regelmatig als betaalmiddel gebruikt, maar ook bijvoorbeeld schelpengeld.
Edelmetalen waren (en zijn op sommige plaatsen in de wereld) populair vanwege:
- hun hoge waarde in verhouding tot hun gewicht,
- hun duurzaamheid,
- hun deelbaarheid.